# Alfred Hillier
Alfred Peter Hillier (1858, Stroud, Gloucestershire – 24 de outubro de 1911) foi um MP conservador de Hitchin.
Hillier passou grande parte da sua vida na África do Sul, para onde se mudou aos 16 anos. Ele obteve o diploma de Bacharel em Artes na Universidade do Cabo da Boa Esperança e serviu como soldado durante a Nona Guerra Xhosa de 1877-1879.
Ele formou-se como médico na Universidade de Edimburgo. Ele voltou para a África do Sul e estabeleceu um consultório médico lá. Ele foi preso e multado pelo suposto envolvimento no Raide Jameson.
Ele eventualmente voltou à Grã-Bretanha e envolveu-se na política sindicalista. Depois de não ser eleito para Stockport em 1900 e para Luton em 1906, ele ganhou Hitchin dos liberais em janeiro de 1910 e foi reeleito em dezembro de 1910.
Hillier cometeu suicídio em 1911. No inquérito, um veredicto de "suicídio enquanto temporariamente insano" foi declarado.